# ماركوس تانر
ماركوس تانر (15 يناير 1954 بسويسرا - ) هو لاعب كرة قدم سويسري في مركز الهجوم. شارك مع منتخب سويسرا لكرة القدم. أما مع النوادي، فقد لعب مع نادي بازل ونادي لوزيرن.

## وصلات خارجية
- ماركوس تانر على موقع الاتحاد الأوربي (الإنجليزية)
- ماركوس تانر على موقع قاعدة بيانات كرة القدم.إي يو (الإنجليزية)
- ماركوس تانر على موقع ناشيونال فوتبول تيمز (الإنجليزية)
- ماركوس تانر على موقع عالم كرة القدم.نت (الإنجليزية)